# Цитат
Цитат (лат. citatus – позван за свједока), је навод, навођење нечијих ријечи, дословно или само по смислу, из књижевног или научног текста. Наводи су као потврда или илустрација сопствених ријечи, али има и ширу улогу, нпр. у књижевном дјелу гдје може бити саставни дио његове унутрашње структуре (код Раблеа, Сервантеса, Т. Мана) или начин повезивања са културном традицијом (код Монтења). 
Савремени цитат или референца се обично обиљежава знаковима навода или наводницима, уз тачно навођење података о дјелу из којег се узима.
У антици, међутим, однос према цитату је био знатно друкчији. Обично се није наводило име аутора који се цитира, што, за разлику од нашег схватања, није сматрано плагијатом. То произлази из друкчијег схватања оригиналности: подражавати и користити ријечи или дјело великог писца било је, с једне стране, знак доброг укуса, а с друге, чак комплимент писцу од кога се позајмљује.